# Будрио (Форли-Чезена)
Будрио (итал. Budrio) је насеље у Италији у округу Форли-Чезена, региону Емилија-Ромања.
Према процени из 2011. у насељу је живело 3650 становника. Насеље се налази на надморској висини од 32 м.